# Kallang

Kallang

Kallang ist ein Planungsgebiet in der Central Region im Stadtstaat Singapur. Der Stadtteil wird von dem namensgebenden Kallang River durchflossen sowie vom östlich kommenden Geylang River.
Bekannt ist der Stadtteil für den Singapore-Sports-Hub-Komplex, wo sich das Nationalstadion Singapur und das Singapore Indoor Stadium befinden. Nördlich war von 1937 bis 1955 Kallang Airport, der erste Flughafen Singapurs, beheimatet. Das Terminalgebäude blieb als Denkmal erhalten.
Der Stadtteil beherbergt überwiegend Wohnkomplexe und kleinere Industriegebiete.
Bei einer Größe von 9,17 km² hat der Stadtteil nach dem Census 2020 rund 100.000 Einwohner.

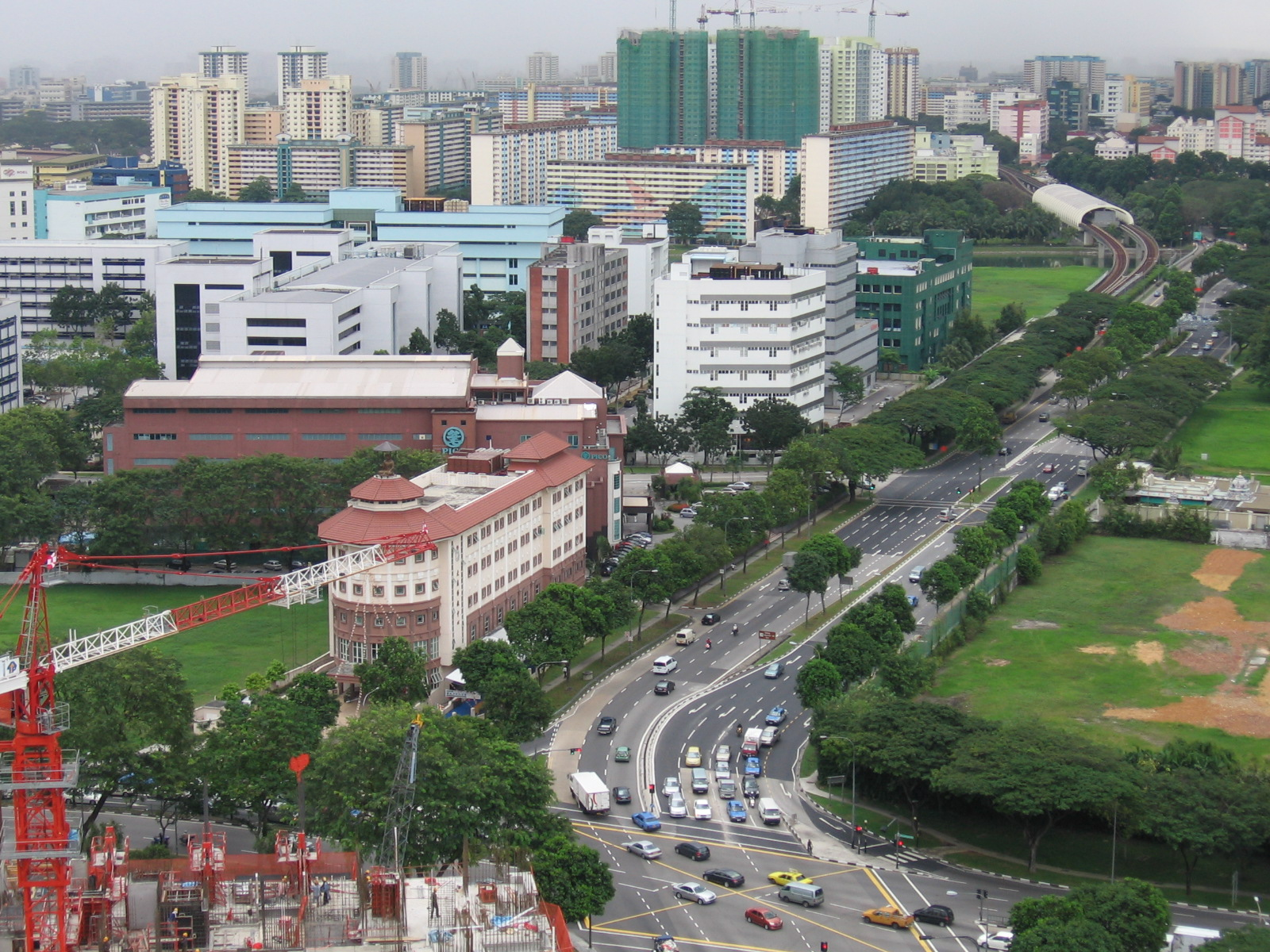
Kallang